# Tapuitvliegenvanger
De tapuitvliegenvanger (Peneothello pulverulenta, voorheen Peneoenanthe pulverulenta; synoniem: Eopsaltria pulverulenta) is een zangvogel uit de familie Petroicidae (Australische vliegenvangers).

## Verspreiding en leefgebied
Deze soort komt voor in Nieuw-Guinea en noordelijk Australië en telt vier ondersoorten:
- P. p. pulverulenta: kusten en laagland van Nieuw-Guinea.
- P. p. leucura: de Aru-eilanden (zuidwestelijk van Nieuw-Guinea) en de kust van noordoostelijk Australië.
- P. p. alligator: de kust van noordelijk-centraal Australië en de nabijgelegen eilanden.
- P. p. cinereiceps: de kust van noordwestelijk Australië.

## Status
De grootte van de populatie is niet gekwantificeerd maar de soort wordt omschreven als plaatselijk algemeen. Op de Rode lijst van de IUCN heeft deze soort de status niet bedreigd.